# Уссурийский бульвар
Уссури́йский бульва́р — бульвар в Хабаровске и один из главных пешеходных маршрутов города. Название по реке Уссури, впадающей Амур — реку, на берегу которой стоит Хабаровск, недалеко от города.
До 1958 года на всём протяжении бульвара протекала река Плюснинка, в 1967 году окончательно убранная в коллектор под бульваром.

## Географическое положение
Бульвар начинается от берега реки Амур у Речного вокзала и заканчивается на пересечении с улицей Дикопольцева. Основное направление с запада на восток. Пересекается с улицами Шевченко, Тургенева, Комсомольской, Истомина, Калинина, Фрунзе, Запарина, Дзержинского, Волочаевской, Шеронова, Гоголя, Пушкина, Дикопольцева, далее переходит в Студенческий переулок.

## Транспорт

### Автобус
| Остановка             | Маршруты                                  |
| --------------------- | ----------------------------------------- |
| «Уссурийский бульвар» | 25, 88                                    |
| «Запарина»            | 33                                        |
| «Речной вокзал»       | 1, 29К, 29П, 33, 34, 52, 56, 83, 83п, 180 |

## История
До основания Хабаровска на протяжении современного бульвара протекала река с нанайским названием Ури. В 1860-е годы реку переименовали в Плюснинку, в честь купцов Плюсниных, поселившихся в Хабаровске.
16 мая 1900 года Городская дума приняла решение о застройке с лета 1903 года пойм рек Чардымовка и Плюснинка и прокладке бульваров. Средств у города не хватило, потому было решено сдавать участки вдоль реки в аренду, и начало строительства постоянно переносилось.
Обустройство бульваров началось лишь в 1958 году, в период подготовки города к празднованию столетия основания. Люди, проживавшие в этих местах, были расселены, реки начали убирать в бетонные коллекторы. Благоустройством поймы реки Плюснинки и проектированием Уссурийского бульвара занимался архитектор Ефим Мамешин, результатом строительства бетонных коллекторов стало возведение ливневых коллекторов Амурского и Уссурийского бульваров. После завершения строительства реки прекратили своё существование, на картах города отсутствуют, коллекторы находятся в собственности администрации города Хабаровска, пополняя реку Амур неочищенными сбросами техногенного характера

## Достопримечательности

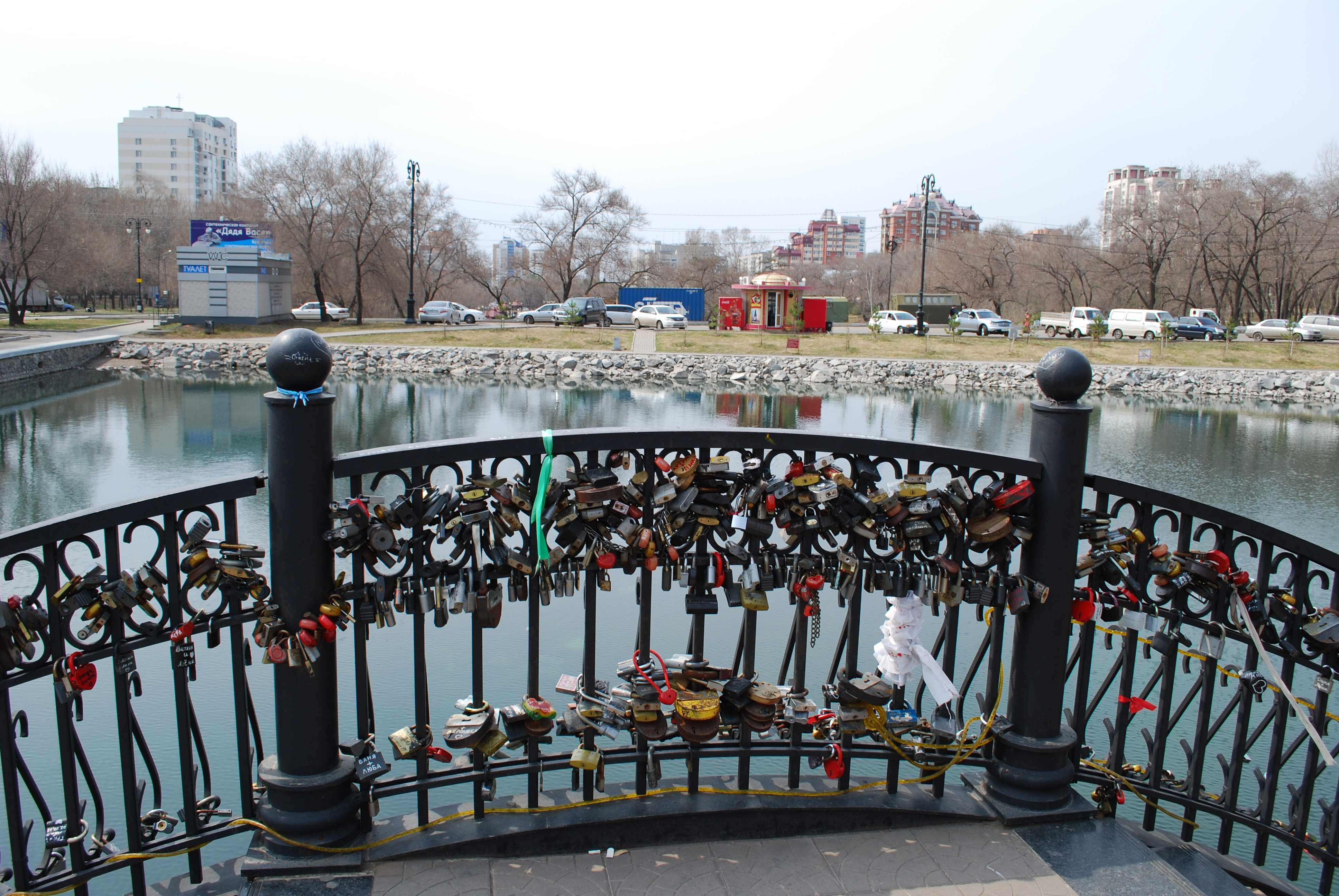
Мост влюбленных в Хабаровске

Дом 8 — бывший доходный дом Михайлова 
Дом 9 — Дом доходный (левая часть) И. И. Мильмана 
Дом 9 — Дом доходный (правая часть) А. Мустахитдинова 
Дом 13 — Дом доходный Л. М. Петренко 
Дом 29 — Дом жилой П. Т. Денисова 

## Известные жители
Дом 15 — М. П. Белов (мемориальная доска)

## Галерея

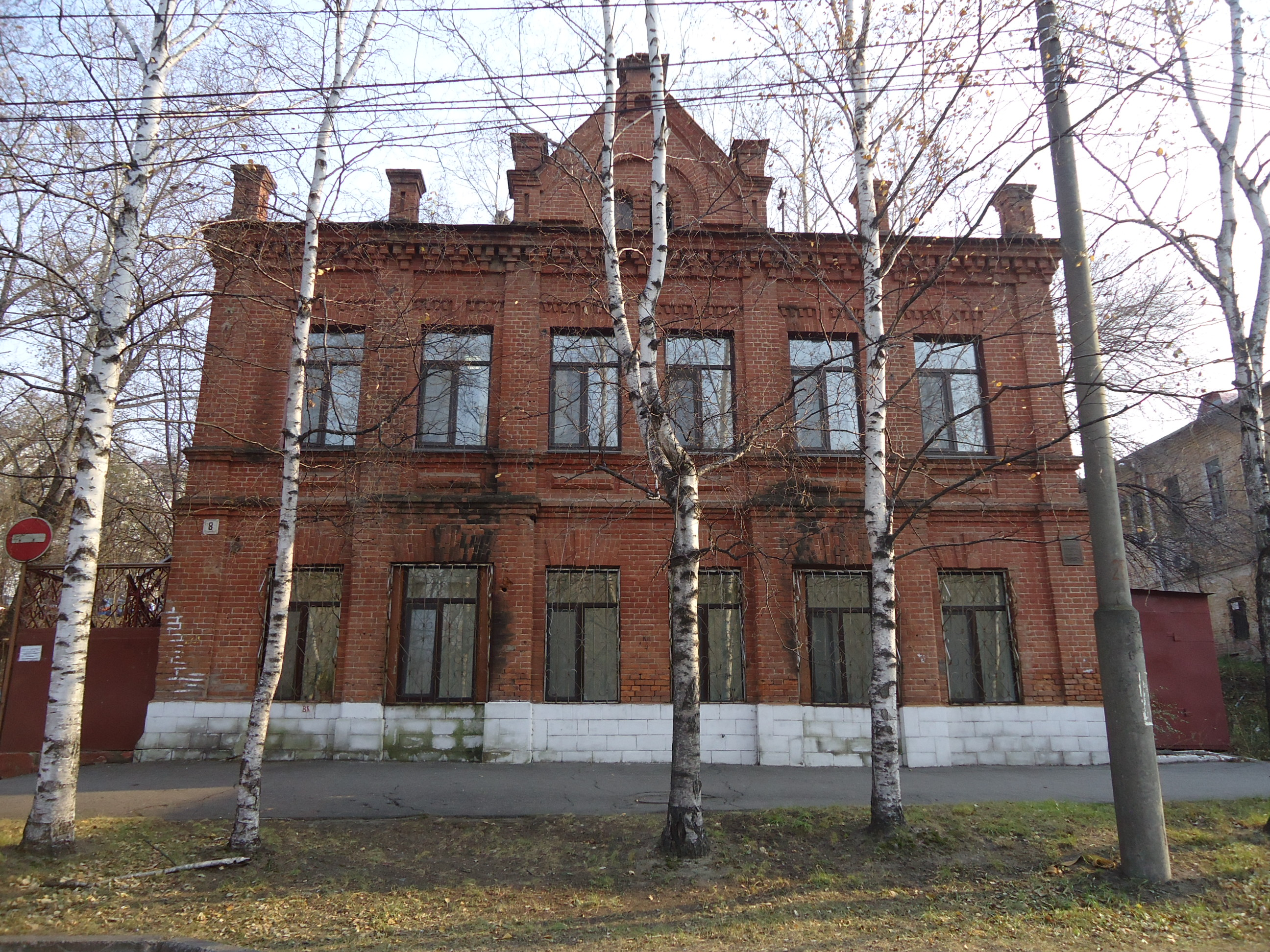
Доходный дом Е.Михайлова
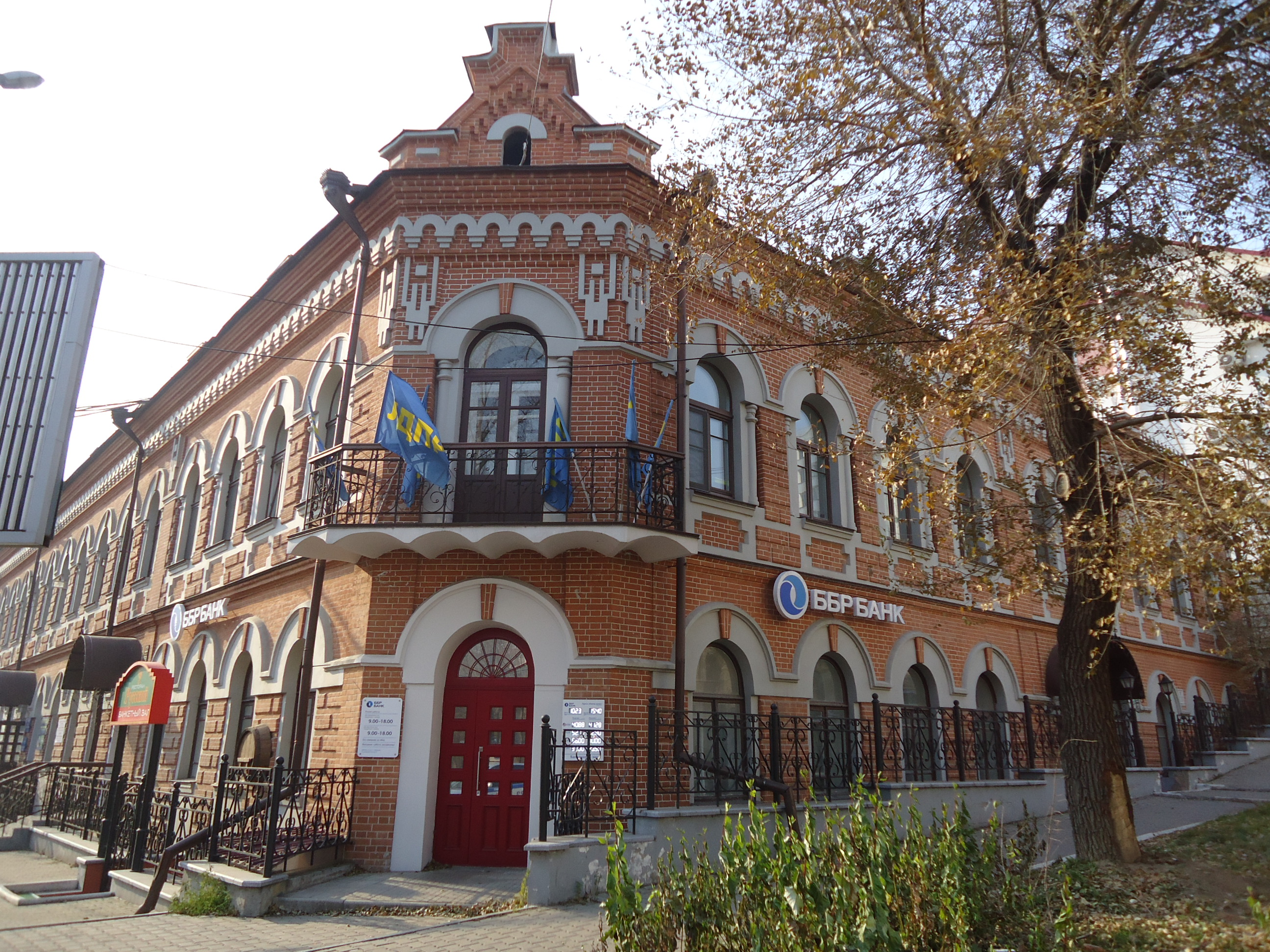
Дом доходный (правая часть) А. Мустахитдинова
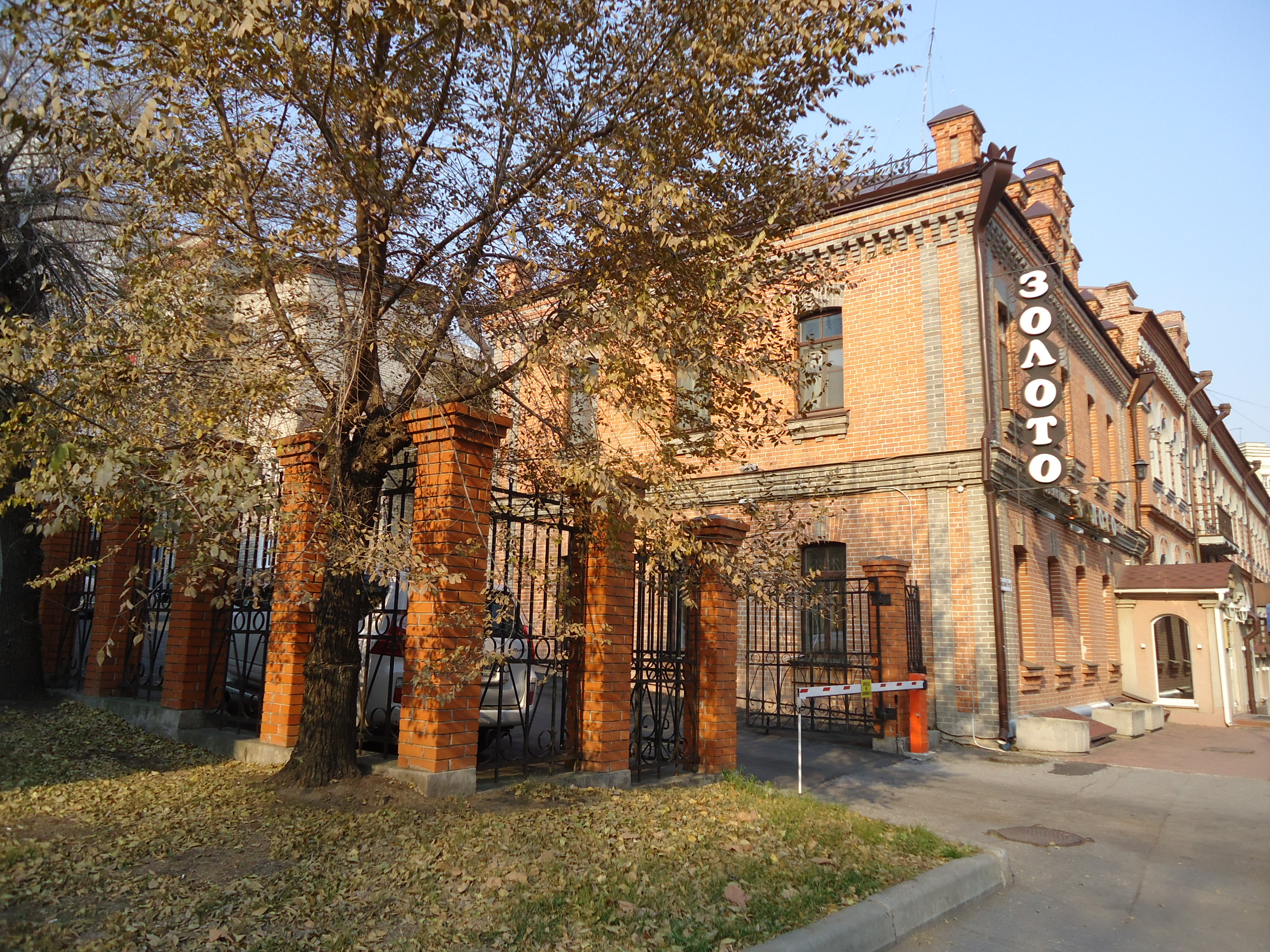
Левая часть дома доходного И. И. Мильмана